# Vụ án mạng trên phố Dante
Vụ án mạng trên phố Dante (tiếng Nga: Убийство на улице Данте) là một bộ phim của đạo diễn Mikhail Romm, ra mắt lần đầu năm 1956.

## Nội dung
Truyện phim kể về nữ minh tinh Pháp Madeleine Thibault - người tham gia tích cực phong trào kháng chiến chống phát xít Đức trong Thế chiến II - bị chính con trai mình bắn chết, do mâu thuẫn về quan điểm chính trị.